# Västergötlands runinskrifter 173
Vg 173 är en vikingatida runsten i Prästgården, Böne socken och Ulricehamns kommun. 
Runstenen är 1,5 m hög, 0,7 m bred och 0,5 m tjock. Runhöjd 7-1 cm. Nederst och på stenens baksida är ca 20 skålgropar 3-8 cm diam och 0,5-3 cm djupa. Enligt Västergötlands runinskrifter står troligen stenen nära ursprunglig plats. Man vet att stenen flyttades 2,5 m i NV riktning 1937, då stenen restaurerades, eftersom en omedelbart intilliggande gran dolde en del av inskriften med sina rötter. Uppmålad 1979.

## Inskriften
Translitterering av runraden:
kufi · sati · stein · þena · eftiʀ · þurþ · bruþur · sin · auk · bru · lagþi
Normalisering till runsvenska:
Gufi satti stæin þenna æftiʀ Þorð, broður sinn, ok bro lagði.
Översättning till nusvenska:
Guve satte denna sten efter Tord, sin broder, och lade bro.